# Pulchrana mangyanum
Espèce
Synonymes
- Rana mangyanum Brown & Guttman, 2002
- Hylarana mangyanum (Brown & Guttman, 2002)

Statut de conservation UICN

 VU  : Vulnérable
Pulchrana mangyanum est une espèce d'amphibiens de la famille des Ranidae.

## Répartition
Cette espèce est endémique des Philippines. Elle se rencontre jusqu'à 600 m d'altitude dans les îles de Mindoro et de Semirara. Sa présence est incertaine dans les îles de Caluya, de Ilin et de Sibay.

## Description
Les mâles mesurent de 34,0 à 58,7 mm et les femelles de 47,5 à 69,1 mm.

## Étymologie
Cette espèce est nommée en l'honneur des Mangyans.

## Publication originale
- Brown & Guttman, 2002 : Phylogenetic systematics of the Rana signata complex of Philippine and Bornean stream frogs: reconsideration of Huxley's modification of Wallace's Line at the Oriental-Australian faunal zone interface. Biological Journal of the Linnean Society, London, vol. 76, p. 393-461 (texte intégral).